# Nuttalliella namaqua
Nuttalliella namaqua és una paparra que es troba al sud d'Àfrica des de Tanzània a Namíbia i Sud-àfrica, s'ubica dins la seva pròpia família, Nuttalliellidae. Es pot distingir de les famílies de paparres Ixodidae i Argasidae per una combinació de característiques que inclouen la posició dels stigmata, la manca de setae i l'integument fortament corrugat. És el clade més basal de les paparres